# Alfonso de Galarreta
Alfonso de Galarreta FSSPX (ur. 14 stycznia 1957 w Torrelavedze) – hiszpański biskup pomocniczy Bractwa Kapłańskiego Świętego Piusa X od 1988. W latach 2002–2006 drugi asystent generalny. Od 2018 pierwszy asystent generalny Bractwa. 

## Życiorys
Urodził się w 1957 roku w Torrelavedzie w Hiszpanii, jednak wyemigrował razem z rodziną do Argentyny. W 1975 roku wstąpił do seminarium La Plata, gdzie studiował trzy lata, zaś w październiku 1978 zamienił uczelnie i zdecydował się do wstąpienia do Międzynarodowego Seminarium Świętego Piusa X. Święcenia kapłańskie otrzymał 1980 w Buenos Aires w Argentynie, gdzie mieszkał i działał przez pewien czas, z rąk abpa Marcela Lefebvre'a. Po święceniach zaczął służyć najpierw jako profesor w seminarium tradycjonalistycznym w La Rej w Argentynie. W latach 1985 do 1988 pełnił funkcję przełożonego dystryktu Ameryki Południowej FSSPX. 
W 1988 został wyświęcony na biskupa przez abpa Marcela Lefebvre'a bez zgody Stolicy Apostolskiej, za co uznany został przez papieża za ekskomunikowanego (dokładniej: papież stwierdził, że z chwilą przyjęcia święcenia zaciągnął on na siebie ekskomunikę latae sententiae). Biskup de Gallareta od początku kwestionował ważność ekskomuniki. 21 stycznia 2009 została ona formalnie zniesiona przez papieża Benedykta XVI. Ciąży na nim jeszcze kara suspensy.
Po święceniach pełnił funkcję rektora seminarium Matki Bożej Współodkupicielki w La Reja w Argentynie oraz pełni role przełożonego domu autonomicznego Hiszpanii i Portugalii od 1994. W latach 2002–2006 był drugim asystentem generalnym Bractwa. 
2018 roku został wybrany na pierwszego asystenta generalnego razem z Krystianem Bouchacourt, pełniącym swoją funkcję przy nowym przełożonym bractwa Dawidzie Pagliaranim.
Biskup Galerreta jest przewodniczącym komisji teologicznej FSSPX, która dyskutuje w sprawach teologii ze Stolicą Apostolską.